# آبادان
آبادان ، شهری در استان خوزستان و مرکز شهرستان آبادان است و بر جزیره آبادان در ۵۳ کیلومتری خلیج فارس جای گرفته‌است. این شهر به‌دلیل داشتن پالایشگاه نفت و پتروشیمی، راهبردی‌بودن و هم‌مرزی با کشور عراق، از زمان جنگ جهانی دوم یکی از مهم‌ترین شهرهای ایران بوده‌است. یکی از بزرگ‌ترین پالایشگاه‌های نفت جهان (پالایشگاه نفت آبادان) در این شهر قرار دارد.
برخی مورخان بر این باورند که پیش از روزگار تاریخ‌نگار یونانی هرودت، منطقهٔ آبادان سکونت‌پذیر بوده‌است. اولین بافت شهری ناحیه احتمالا، توسط سلوکیان به عنوان یک کلونی یونانی-مقدونی‌نشین ایجاد شد. سلوکیان برای مهار فیزیکی قلمروی بیگانه‌ای که در کنترل داشتند، کلونی‌های فراوانی در پیرامون مناطق شهرنشین قدیمی‌تر ایجاد می‌کردند؛ زیرا تغییر هویت سرزمینی که همان زمان هم بسیار کهن بود، دشوار بود. کلونی سلوکیه دجله که بعدها به تیسفون بدل شد و کلونی لائودیسیه که به نهاوند بدل شد، ازجمله همین موارد هستند. در نتیجه، ظن محتملی وجود دارد که کلونی اولیه منطقه برای نظارت بر شهر باستانی شوش تاسیس شده بود. بعدترها طی دوران ساسانی «بهمن‌شیر» یا «بهمن‌اردشیر» یا «وهمن‌اردشیر»، برگرفته از نام نخستین شاه ساسانی (اردشیر بابکان)، نام پیشین شهری بندری بوده که اکنون آن را آبادان می‌شناسیم، و اردشیر بابکان در این بخش ایران اقدامات بسیار انجام داده بود. این شهر در تاختن اعراب به خوزستان به‌کلی نابود شده و یک پادگان به‌جای آن برپا شد. چون‌که نخستین فرمانده این پادگان مردی به‌نام عباد ابن حصین حبطی بود، شهر کوچکی در اطراف این پادگان ایجاد شد، به این مرد منصوب شده و عبادان نام گرفت.
امپراتوری عثمانی همواره بر روی آبادان و خرمشهر ادعای مالکیت داشت و در دورهٔ ناصرالدین‌شاه این دو شهر را اِشغالِ نظامی کرد. امیرکبیر به نمایندگی از دولت ایران به مذاکره با امپراتوری عثمانی برای بازپس گرفتن خرمشهر و آبادان رفت. عثمانی‌ها به فکر تطمیع شیوخ قبایل عرب افتادند و وعدهٔ معاف‌کردن از پرداخت مالیات در صورت الحاق به عثمانی دادند و متقابلاً دولت ایران اطمینان داشت که عرب‌های ساکن این شهرها خواهان بازگشت به ایران هستند و برای قدرت‌نمایی جلوی دولت عثمانی اعلام کرد که اگر شیوخ عرب گفتند که خواهان بازگشت به ایران هستند، مبلغ سنگینی بر مالیات سالیانهٔ آن‌ها افزوده خواهد شد. باوجوداین، قبایل عرب خواهان بازگشت به ایران شدند و به‌این‌ترتیب در سال ۱۸۴۷ در جریان عهدنامهٔ ارزروم عثمانی‌ها حق حاکمیت مطلقهٔ دولت ایران بر این شهرها را به رسمیت شناختند و از تمامی ادعاهای خود دست کشیدند. در سده بیستم، عبدالکریم قاسم پس از آن که با کودتا به ریاست دولت عِراق رسید، ادعا کرد که عهدنامهٔ ارزروم باید باطل شود و خرمشهر و آبادان باید از ایران جدا و به عراق الحاق بشوند. قاسم، این دو شهر و نیز کشور کویت را متعلق به عراق نامید و در اتحادیهٔ عرب نیز تقاضای الحاق این‌ها به عراق را ارائه کرد. صدام حسین با همین انگیزه به ایران تجاوز نظامی کرد و این دو شهر را مورد حمله خود قرار داد. آثار جنگ ایران - عراق هنوز در این شهرها باقی مانده‌است.
آبادان تا سال ۱۳۵۵ خورشیدی از نظر جمعیت شهر نخست استان خوزستان بود و پس از آن سال جای خود را در رتبه یکم به اهواز داد.

## موقعیت جغرافیایی
موقعیت جغرافیایی این شهر در طول ۴۸ درجه و ۱۷ دقیقه و عرض جغرافیایی ۳۰ درجه و ۲۰ دقیقه و با بلندای ۳ متر از سطح دریا و با پهناوری ۲۷۹۶ کیلومتر مربع است. حدود آبادان از شمال به شادگان، از خاور و جنوب به خلیج پارس از جنوب غرب و غرب به کشور عراق که حد فاصل مرز طبیعی را رودخانه اروند تشکیل می‌دهد و از شمال غربی به خرمشهر محدود می‌شود.

## نام
در تجزیه و تحلیل ریشهٔ نام آبادان به کلمهٔ پهلوی اوپاتان می‌رسیم که به معنی «محلی برای پاسداری و نگهبانی از آب» رسید و بطلمیوس، پدر جغرافیای یونان، نام «آرپفانا» و «آپفادانا» را برای آبادان به کار می‌برد. واژهٔ «عَبّادان»، که در دوره‌های اخیر به آبادان استناد می‌شد، معرّب همان واژه است. مارکیانوس، جغرافی‌دان سدهٔ ۴ میلادی نیز آن را به صورت «آپفادانا» (Apphadana) آورده‌است.

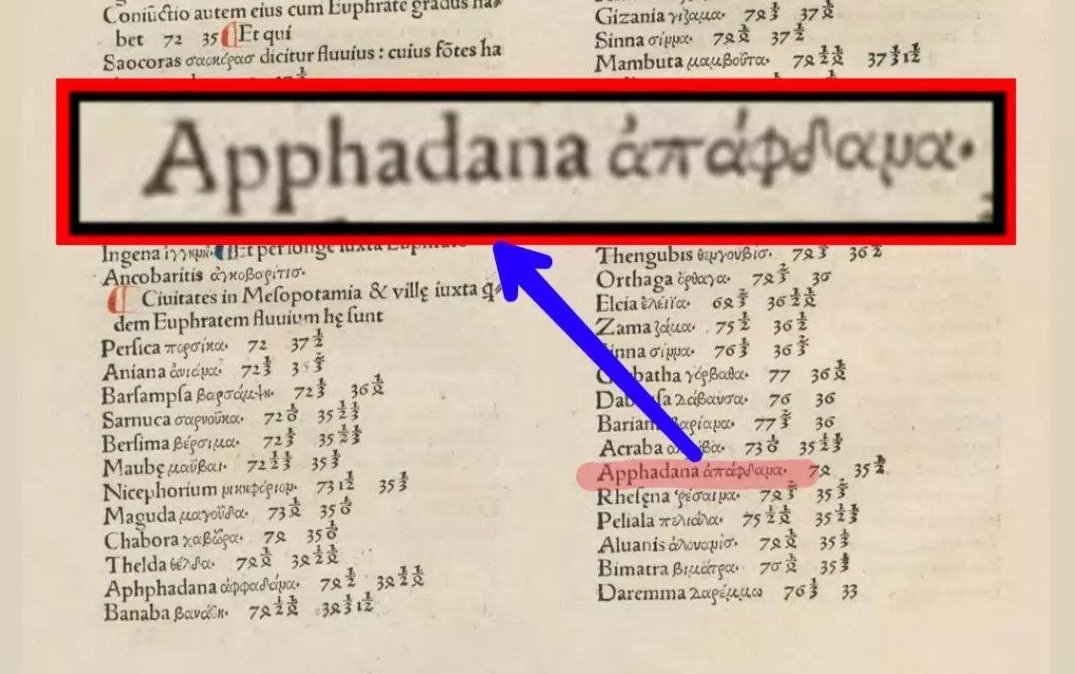
نام آپفادانا در برگی از کتاب جغرافیای بطلمیوس

آبادان (به پارسی میانه: Āpātān)، به معنای «آباد، باصفا، بارونق و ضدویران» گفته شده‌است. در فرهنگ فارسی معین، «معمور، دایر، برپا و مقابل ویران و خراب» گفته شده‌است.
از منابع قرون وسطی، و تا سده حاضر، نام این جزیره همواره به‌صورت عربی عَبّادان آمده‌است. این نام گاهی از عَبّاد (به معنی پرستشگر) اشتقاق یافته‌است. بلاذری، از سوی دیگر، داستانی را نقل می‌کند که بر اساس آن شهر به وسیلهٔ عَبّاد بن حسن خابطی که در دورهٔ حکومت حجاج در آنجا پادگانی بنا کرد، بنیان گذاشته شده‌است. فره‌وشی برای این نام یک ریشه‌شناسی ایرانی ارائه داده‌است (از آب، و ریشهٔ پا (نگهبانی) بدین‌ترتیب به‌معنای ایستگاه نگهبانی ساحل). شواهد احتمالی پشتیبان آن نام آپانا است که بطلمیوس آن را بر جزیره‌ای در نزدیکی دهانهٔ دجله اطلاق کرده‌است. مارسیان، جغرافی‌دان سده چهارم، که اطلاعاتش را از بطلمیوس می‌گیرد، نام آپپادانا را ذکر می‌کند. بدین‌ترتیب ممکن است برای اصلاح نام به آبادان مبنایی موجود بوده باشد. این نام بر اساس فرمان رسمی در سال ۱۳۱۴ کاربرد عمومی یافت.
نام آبادان تا پیش از ۱۳۱۴ خورشیدی عَبّادان (محل عبادت) بوده هست، که به پیشنهاد فرهنگستان ایران و تصویب دولت نام آن تغییر می‌کند. همهٔ مورخان و جغرافی‌نویسان اسلامی که در گذشته یادی از این ناحیهٔ ایران کرده‌اند و نام عَبّادان را به کار برده‌اند. آنان، عبادان را هم بر دِه یا شهر آبادان اطلاق کرده‌اند، هم بر خود جزیره. آبادان در گذشته روستایی به نام عَبّادان بوده‌است.
بهرام فره‌وشی این نام را به معنای «ایستگاه پاسداران ساحلی» می‌داند. وی همچنین معتقد است که شکل کهن نام آبادان، اُپاتان بوده‌است که از سه بخش تشکیل شده‌است: اُ به معنای «آب»، پات از ریشهٔ پاییدن و ان، پسوند نسبت. به نظر می‌رسد نام آبادان، معرّب همین نام باشد. تا پیش از سال ۱۳۱۴ به شکل عبادان نوشته و خوانده می‌شد. تمام مورخان و جغرافی‌دانان اسلامی که از این ناحیه یاد کرده‌اند، همین تلفظ و شکل نوشتاری را به کار برده‌اند. در وجه نام‌گذاری آبادان، چند قول وجود دارد: بلاذری در ریشه‌یابی، این نام را برگرفته از نام عبّاد بن حَصین حبطی از قبیلهٔ بنی‌تمیم می‌داند که از ملازمان حجاج بن یوسف بوده و در این منطقه پادگانی برپا کرده‌است. گروهی آن را برگرفته از نام مردی مقدس به نام عَبّاد، که در سده‌های دوم و سوم قمری می‌زیسته‌است، نسبت داده‌اند و گفته‌اند که وی عبّادان را بنا نهاده‌است.
حاج عبدالغفار نجم‌الملک، همانند سایر مورخان پیش از خود، آن ناحیه را جزیرةالخضر نامیده‌است.
احمد کسروی نیز در طول کتابش آنجا را جزیرةالخضر، می‌نامد اما در قسمت واپسینِ کتابش نام آنجا را عبادان می‌آورد.
در سال ۱۳۱۴ هجری خورشیدی، به‌موجب تشکیل فرهنگستان ایران و با تصویب هیئت دولت در دورهٔ رضاشاه، واژهٔ عبادان به آبادان تغییر نام یافت.
بخشی از جزیرهٔ آبادان در دورهٔ ساسانیان بهمن‌اردشیر خوانده می‌شده‌است که نام رود بهمنشیر یادگار آن نام کهن است. اوپاتان نیز، که نام کهن‌تر آبادان است، امروز بیشتر زیب شرکت‌ها و سازمان‌ها در شهر آبادان است. به‌دلیل وجود زیارتگاه کوچکی که ادعا می‌شود خضر نبی در آن دیده شده‌است، گاهی به این منطقه نام مذهبی جزیرةالخضر هم داده شده‌است. در نزهةالقلوب حمدالله مستوفی آبادان مرز آخر ایران‌زمین در جنوب غرب معرفی می‌شود و در گذشتهٔ دور نیز آبادان را آخرین شهر ایران می‌دانستند و ورای آن جایی دیگر در ایران‌زمین نمی‌پنداشتند، که مصداق آن مصراعی از منوچهری دامغانی، شاعر دورهٔ غزنوی است که به صورت مَثَل درآمده‌است، که می‌گوید:
| بر فراز همت او نیست جای |  | نیست آن‌سوتر ز عبادان دهی |

## تاریخ

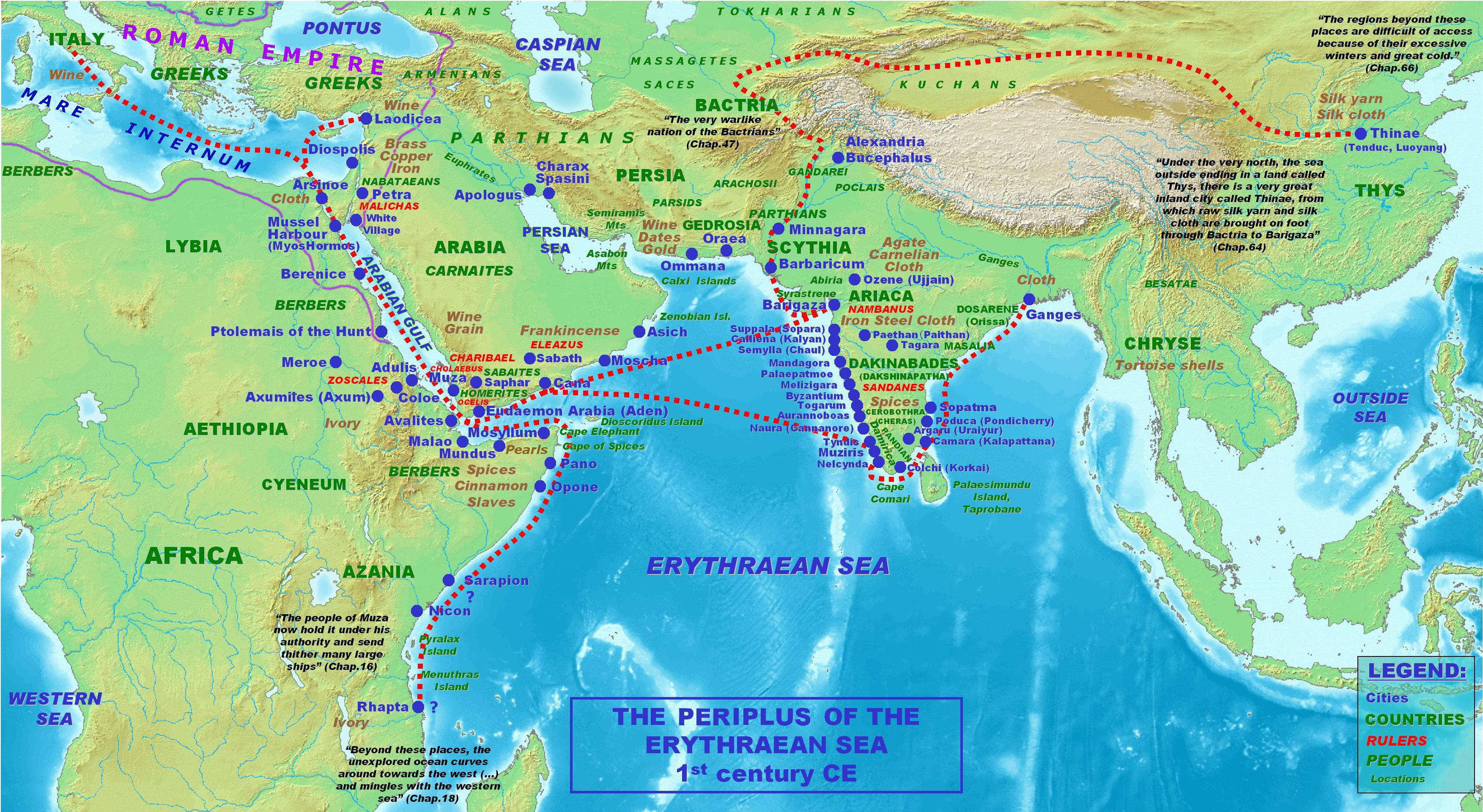
خرکس و آپلوگوس در رهنامه دریای اریتره ۵۰ م.

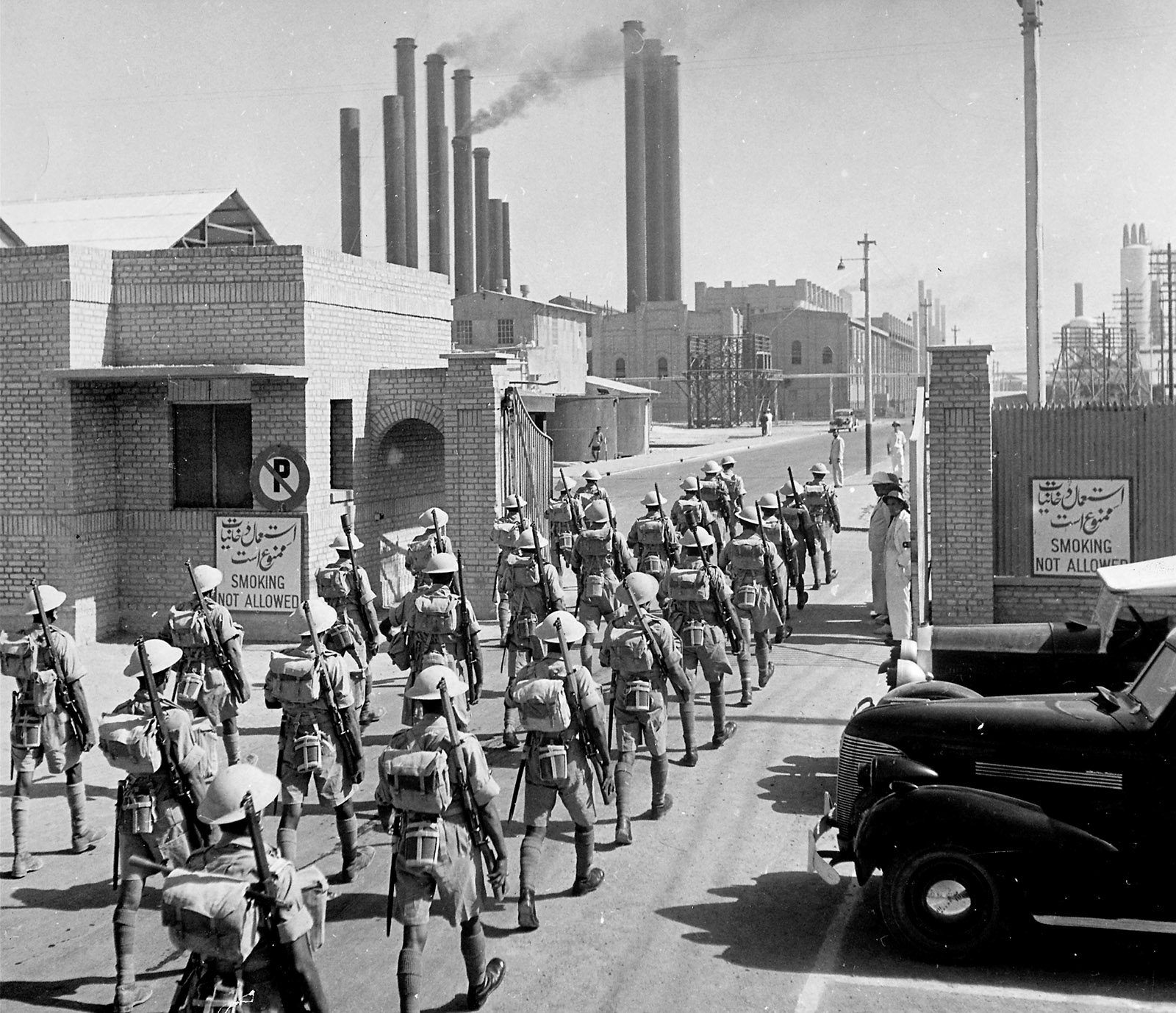
سربازان ارتش بریتانیا درحال ورود به پالایشگاه نفت آبادان در جریان جنگ اشغال ایران در جنگ جهانی دوم

براساس نوشته‌های مورخان و جغرافی‌دانان، آبادان روزگاری از لحاظ کشتی‌رانی و سیاحت، اعتباری داشته‌است. به نوشتهٔ ابن بطوطه این شهر در زمینی شوره‌زار قرار داشته، بارندگی در آن کم و کشاورزی در آن رونقی نداشته‌است. نویسنده حدود العالم آن را شهرکی کوچک و آباد بر کرانهٔ دریا دانسته‌است. او می‌گوید:
همهٔ حصیرهای عَبّادانی و حصیرهای سامانی از آن‌جا خیزد و نمک بصره و واسط از آنجاست
انصاری دمشقی از آبادان به‌عنوان «آخرین ده بر کنارهٔ دریا»، ابن بطوطه به‌عنوان «قریه‌ای بزرگ» و ابن حوقل به‌عنوان «قلعه کوچک آبادی بر کنارهٔ دریا» یاد می‌کند. برخی پیشینیان، بنای آن را به اردشیر نسبت داده‌اند.
براساس رهنامهٔ دریای اریتره «در انتهای دریای پارس بر کنار رود، شهر بسیار آباد و سعادتمندی وجود دارد که تجار پارسی - هندی - رومی در آنجا تجارت دارند و حاکم آن عادل‌ترین است».
- برخی آپلوگوس را اُبُله و نزدیک بصره و عده‌ای آن را منطقهٔ آبادان می‌دانند. در شرح نهج البلاغه ابن ابی الحدید آمده‌است که بصره و شهرهای اطراف آن را بحر فارس سه بار نابود کرده‌است.

شهرت آبادان در سده‌های نخست هجری، بیشتر مربوط به کاروان‌سراها، خانقاه‌ها، و مساجد و نیز به‌خاطر وجود مقبره‌ای منسوب به خضر و الیاس بوده‌است. این مقبره همچنان وجود دارد و به همین علت، آبادان را تا مدت‌ها جزیرةالخضر می‌گفتند. آبادان به‌تدریج از سده‌های ۷ و ۸ رو به ویرانی رفت و به‌دلیل پیش‌روی کرانه‌اش در دریا، اهمیت بازرگانی خود را نیز از دست داد.
همچنین باید دانست که عبادان از ولایات تابعهٔ بصره به‌شمار می‌آمده‌است. البته راه «بصره ـ عَبّادان» به‌طور جزئی، چنین بود که از بصره تا ابلّه، دو برید (پیک)، سپس تا «بیان» یک مرحله، و بعد تا عبادان یک مرحله دیگر راه بود.

## نخستین‌های ایران در آبادان
| ردیف | عنوان                                                                           | تاریخ         |
| ---- | ------------------------------------------------------------------------------- | ------------- |
| ۱    | نخستین شهردار شهید کشور (محمدرضا دشتی‌زاده)                                      | ۲۳ خرداد ۱۳۶۰ |
| ۲    | نخستین پالایشگاه خاورمیانه                                                      | سال ۱۲۹۱      |
| ۳    | نخستین انجمن عکاسی در خاورمیانه                                                 | سال ۱۳۳۱      |
| ۴    | نخستین پتروشیمی ایران                                                           | سال ۱۳۴۵      |
| ۵    | نخستین روابط عمومی ایران                                                        |               |
| ۶    | نخستین آتش‌نشانی ایران                                                           | سال ۱۳۰۵      |
| ۷    | نخستین ایستگاه رادیویی پس از تهران                                              | سال ۱۳۳۲      |
| ۸    | نخستین مرکز تلویزیونی پس از تهران                                               | سال ۱۳۳۸      |
| ۹    | نخستین پیست موتورسواری، ماشین‌سواری، اسکواش، گلف و سالن بیلیارد در ایران         |               |
| ۱۰   | نخستین خطوط اتوبوسرانی درون‌شهری                                                 |               |
| ۱۱   | نخستین برنامهٔ تلویزیونی به‌زبان عربی                                             |               |
| ۱۲   | نخستین راه‌آهن درون‌شهری در ایران                                                 |               |
| ۱۳   | نخستین پیتزافروشی در ایران (پیتزا مونکارلوی ایتالیایی)                          |               |
| ۱۴   | نخستین شبکهٔ فاضلاب شهری در ایران                                                |               |
| ۱۵   | نخستین اعتصاب کارگری در ایران                                                   | سال ۱۳۰۱      |
| ۱۶   | نخستین تیم رسمی فوتبال در ایران                                                 | سال ۱۳۱۲      |
| ۱۷   | نخستین کودکستان در ایران                                                        | سال ۱۳۲۵      |
| ۱۸   | نخستین ایرتاکسی (تاکسی هوایی)                                                   |               |
| ۱۹   | نخستین تاکسی تلفنی                                                              |               |
| ۲۰   | راه‌اندازی اولین کامپیوتر کشور در پالایشگاه                                      |               |
| ۲۱   | نخستین نشریهٔ مدرسه‌ای (رازی)                                                     |               |
| ۲۲   | نخستین دانشکدهٔ تخصصی نفت                                                        | سال ۱۳۱۸      |
| ۲۳   | نخستین نشریهٔ داخلی سازمان (مشعل، شرکت نفت)                                      |               |
| ۲۴   | نخستین مرکز آموزشگاه فنی و حرفه‌ای                                               | سال ۱۳۱۲      |
| ۲۵   | بیست‌ویک لاین خطوط هوایی به کشورهای مختلف به‌صورت مستقیم                          |               |
| ۲۶   | نخستین سالن اجتماعات و نمایش در مدارس کشور                                      |               |
| ۲۷   | نخستین مدرسه غیرانتفاعی (مکتب دانش)                                             |               |
| ۲۸   | نخستین جرثقیل اسکله‌ای (اسکله اکوان)                                             |               |
| ۲۹   | نخستین رزرواسیون بلیت سینما (درج شمارهٔ صندلی، سانس، تاریخ اکران فیلم)           |               |
| ۳۰   | نخستین پارکینگ دوچرخه و موتورسیکلت (مجاور سینماها و مجتمع‌های ورزشی و پالایشگاه) |               |

## مردم
جمعیت شهر آبادان طبق سرشماری سال ۱۳۸۵ برابر با ۲۳۱٬۴۷۶ و جمعیت نسبی در هر کیلومتر مربع ۱۷۱ نفر است.
مردم آبادان بیشتر عربی و فارسی را با لهجهٔ آبادانی صحبت می‌کنند.
جمعیت شهر آبادان که در سال ۱۳۵۵ برابر با ۲۹۴۰۶۸ تن بود در پی وقوع جنگ، در سال ۱۳۶۵ به ۸۰ هزار نفر کاهش یافت. در دوران پس از جنگ پس از بازسازی پالایشگاه و بخش‌هایی از شهر جمعیت شهر در سال ۱۳۷۵ به ۲۱۲۴۵۰ نفر رسید.

### محله‌های آبادان
از محله‌های مشهور آبادان می‌توان به احمدآباد، امیری، کوی کارگر، امیرآباد، بریم، بوارده (شمالی و جنوبی)، کارون، کوی ولایت «اروسیه»، کوی لاله، هزاری‌ها، هندی‌ها و سیکلین اشاره کرد.
کوی بهار، کوی قدس، کوی سلیچ (غربی و شرقی)، کوی بهارستان، کوی گلستان، کوی ذوالفقاری، کوی ملت، کوی بهمن، کوی ولی‌عصر، تانک فارم، جمشیدآباد، سرویس قنواتی، هلال بریم، کوی نیرو؛ فیه و ۷۰۰ دستگاه، همچنین کوی فرهنگیان که با ساخت مسکن مهر در مجاورت آن توسعه پیدا کرده‌است از دیگر محله‌ها و کوی‌های این شهر هستند.
جزیرهٔ شادمانی در رود بهمنشیر و جزیرهٔ ارگ در اروندرود نیز از جزیره‌های کوچک درون این شهر هستند.
در دههٔ ۵۰ خورشیدی فرهنگ شهرنشینی آبادان به‌ویژه پس از ساخت پالایشگاه بزرگ آبادان تا زمان ملی شدن نفت ویژگی‌های یک شهر استعماری را تداعی می‌کرده‌است. محلات آن در این زمان ترکیب جمعیتی جدا و چه بسا متخاصم داشتند. شهروندان بخش مرکزی، احمدآباد و محلهٔ بهمن‌شیر را گودنشینان و حاشیه‌نشینان شهری، و محله‌های بریم، بوارده را اروپاییان و کارکنان ایرانی مرتبط با آن‌ها تشکیل می‌دادند.
شهر آبادان یک شهر خطی است و اگر دقت به آن بشود حاشیهٔ اروند و تمام منازل سازمانی تا خسروآباد به‌دلیل وجود آب این‌گونه طراحی و ساخته شده.
با روی‌دادن جنگ ایران و عراق این شهر تقریباً خالی از سکنه شد و پس از بازسازی و بازگشت شهروندان، شکاف‌های طبقاتی میان محلات کمتر شد اما هنوز نابرابری‌های فضایی میان محلاتی چون بریم، ایستگاه ۷ و پل بهمن‌شیر وجود دارد.

## اقلیم

جریده اطلاعات در خصوص گرمای ۸۴ درجه سانتیگرادی منطقه آبادان-۶ مرداد ۱۳۳۲

آبادان در دشت واقع شده‌است و به‌علت همسایگی با صحراهای بزرگ و سوزان نظیر صحرای بزرگ عربستان و عراق، در مجموع هوای گرم و بیابانی دارد. حداقل درجه حرارت آن در سال ۷/۱۷ و حداکثر ۶/۳۲ درجهٔ سانتی‌گراد است. ایام یخبندان آن حداکثر در طول سال نه روز است. بادهای سرد شمال که بیشتر در فصل زمستان به این منطقه می‌وزند، گاهی میزان دما را به صفر نزدیک می‌کنند و گاهی بادهای شمال غربی هم همراه با رطوبت مدیترانه، باعث ریزش نزولات جوی نسبتاً زیادی می‌شود. حداکثر گرما در آبادان بیش از ۵۰ درجه و شدت آن از تیر تا پایان شهریور ماه است. اختلاف گرمای شب و روز ۲۵ تا ۳۰ درجهٔ سانتیگراد و آب‌وهوای متغیر و غیرقابل پیش‌بینی دارد.
جنوبی‌ترین نقطهٔ خوزستان هفت درجه از مدار رأس‌السرطان بالاتر است از این رو اقلیمی مشابه با مناطق استوایی دارد. خوزستان از زمان‌های قدیم به داشتن هوای گرم معروف بوده‌است و آبادان نیز که شهری از شهرهای جنوبی خوزستان است، از این ویژگی مانند سایر شهرهای جنوبی استان برخوردار بوده‌است. در برخی از کتاب‌ها از آن به‌عنوان شهری که فاقد زمستان است نام برده‌اند، حتی برخی منابع، آبادان را تنها دارای دو فصل تابستان و پاییز می‌دانند. محمد بن احمد شمس‌الدین المقدسی در احسن التقاسیم آن را «اقلیم حاره» خوانده‌است. اما واقعیت این است که آبادان به‌علت قرارگرفتن در کنار اروندرود، رود بهمن‌شیر و رود کارون و به‌طورکلی در جوار خلیج فارس دارای تابستانی بسیار گرم و زمستانی معتدل و فرح‌بخش است چنان‌که لطافت هوای آن گردشگران زمستانی و نوروزی را به خود جذب می‌کند.
میانگین درجهٔ حرارت این شهر حدفاصل سال‌های ۱۳۲۶ تا ۱۳۳۷ ۳/۲۶ درجهٔ سانتی‌گراد، سال‌های ۱۳۳۷ تا ۱۳۳۸ حدود ۸/۲۴ درجه و حدفاصل سال ۱۳۳۸ تا ۱۳۳۹ ۷/۲۵ درجهٔ سانتی‌گراد بوده‌است. در گزارش دیگری که مربوط به سال‌های ۱۳۴۰ تا ۱۳۵۳ در ایستگاه «سینوپتیک» حداقل مطلق آن ۵/۴- درجهٔ سانتی‌گراد بوده‌است. در این دورهٔ زمانی معدل حداقل، تغییر چندانی نکرده‌است (۷/۱۷ درجه سانتی‌گراد). اما معدل حداکثر درجهٔ حرارت بین ۶/۳۱ تا ۶/۳۲ درجه در نوسان بوده‌است. براساس آمار موجود، حداکثر دمای بهمن ماه و حداقل دمای همان ماه از بقیهٔ ماه‌ها کمتر است. درحالی‌که حداکثر دمای شهریور از بقیهٔ ماه‌ها بیشتر است، حداقل دمای مرداد ماه از بقیه ماه‌ها بیشتر است. به استناد برخی منابع انتشار یافته معدل حداکثر حرارت سال‌های پیش از انقلاب در آبادان ۵۱ درجهٔ سانتی‌گراد بوده‌است که فقط ۶/۴ درجه از حداکثر مطلق در جهان (یعنی ۶/۵۶ درجه در تریپولی لیبی) کم‌تر است. این رقم نشانگر گرم و سوزان بودن درجهٔ حرارت آبادان است یا به‌عبارت‌دیگر وضع درجهٔ حرارت سالیانه آبادان به‌طور مشخص جنبهٔ برّی دارد و تعداد روزهای یخبندان آن اندک است. معدل روزهای یخبندان در طول سال‌های قبل از انقلاب ۱۳۵۷ در آبادان ۷/۱ روز در سال بوده‌است.
پراکندگی فشار هوا در آبادان در طی سال، به دو صورت مشخص فصلی در می‌آید. بدین‌ترتیب در آخر فصل پاییز و آغاز زمستان (آذر، دی، بهمن) که درجهٔ گرما پایین است، میزان فشار جو به حداکثر خود می‌رسد و در تابستان (خرداد، تیر، مرداد) که درجه گرما بالا است، فشار هوا به حداقل کاهش می‌یابد.

### بادها
بادهای آبادان بر سه نوع است. نخست «بادهای منظم فصلی» که براثر تغییرات فشار هوا در فصل‌های مختلف سال به وجود می‌آیند. این بادها معمولاً شدید نیستند مگر اینکه عامل جوی دیگری موجب تشدید آن‌ها شود.
دوم «بادهای محلی» که خود بر دو نوع است: «باد شمال» و «باد شرجی». باد شمال از جریان‌های مدیترانه‌ای است که به ایران می‌رسد. این باد در تابستان دائمی و با رطوبت کم می‌وزد. باد شمال در زمستان اغلب طوفان‌های ناگهانی به وجود می‌آورد؛ ولی در تابستان از ۱۵ خرداد تا آخر تیر (۴۰ روز) با نظم و شدت زیادی می‌وزد. وزش ناگهانی و شدید باد شمال، همیشه برای قایق‌های کوچک ماهیگیری خطرناک است. وجود بادهای شمالی در آبادان، رطوبت روز را کاهش داده و گرما را قابل تحمل می‌کند. باد شمال، ۹ ماه در آبادان می‌وزد. «باد شرجی» از جنوب غربی می‌وزد و با عبور از خلیج فارس مرطوب و باتوجه‌به بالابودن درجهٔ حرارت هوا تا حدود زیادی سنگین می‌شود و نفس کشیدن را به‌خصوص برای کسانی که مشکلات تنفسی دارند دشوار می‌کند. این باد بسیار نامطلوب است و سبب تغییرات کلی در آب‌وهوای آبادان می‌شود. این تغییرات آب‌وهوایی جزیرهٔ آبادان و حوالی آن را به‌شدت تحت‌تأثیر قرار می‌دهد. این باد از زمستان تا اواسط بهار در آبادان می‌وزد، اما معمولاً در اوایل تابستان هم احساس می‌شود. چون معمولاً مرطوب و گاهی توأم با ابر و مه است سبب بارندگی می‌شود.
نوع سوم بادهای آبادان «باد سموم» یا «سام» است که از عربستان می‌وزد و همیشه خاک و شن همراه دارد. این باد بسیار خشک، گرم و سوزنده‌است. وزش آن به هنگام تابش آفتاب مخصوصاً در میانهٔ روز شخص را مسموم می‌کند. این‌گونه بادها هر چند سالی یک بار در آبادان می‌وزد و آسمان روز را به‌مثابهٔ شب کاملاً تیره و تاریک می‌کند. البته همه‌ساله نوع ملایم‌تر آن می‌وزد که با خاک و گرد و غبار توأم است و تا حدودی شرایط عادی زندگی را دچار اخلال می‌کند.
حمزه اصفهانی مؤلف کتاب سنی الملوک الارض و الانبیاء دربارهٔ این باد و گذر آن در آبادان می‌نویسد:
در سال ۲۳۴ هجری قمری باد سموم شدیدی وزید که مردم مانند آن ندیده بودند. مدت آن زیاد از ۵۰ روز بود. آغازش از سوم حزیران و انجامش آخر تموز، این باد کوفه، بغداد و واسط را فرا گرفت و به عبادان رسید و از اواسط به اهواز رفت و همگی رهگذران و کاروان‌ها را بکشت و چون به همدان رسید، مزارع را بسوخت و در صحرای سنجار موصل هر بشر و شجر و دابه را هلاک کرد و بازارهای موصل چند روز تعطیل شد و راه دهات از شهر منقطع گردید.

### رطوبت
آبادان به‌طور کلی یک منطقهٔ رطوبتی است. این رطوبت در بهار و تابستان کمتر از پاییز و زمستان است. رطوبت در زمستان حداکثر به ۸۹ درصد می‌رسد اما از آبادان رطوبت ۱۰۰ درصد هم گزارش شده‌است. رطوبت نسبی آبادان در ماه‌های تیر و مرداد ۵۰ تا۶۰ درصد است و در ماه‌های دی و بهمن به ۷۰ تا۸۰ درصد هم می‌رسد. با توجه به ارقام جدول در هر صورت آبادان یک شهر با میزان بالای رطوبت است.
رطوبت نسبی در آبادان در میانهٔ روز کاهش می‌یابد و در مواقعی که باد از جنوب جریان دارد رطوبت به سرعت بالا می‌رود. رطوبت نسبی آبادان در ساعت ۳۰/۶ صبح ۶۴ درصد است، ولی همین رطوبت نسبی در ساعت ۳۰/۱۲ به ۳۲ درصد کاهش می‌یابد. کاهش مزبور به‌علت وزش بادهای شمالی است که رطوبت وسط روز را تقلیل می‌دهد، ولی به‌طورکلی توأم‌شدن حداکثر درجهٔ حرارت (۵۰ درجهٔ سانتی‌گراد) با رطوبت نسبی بیش از ۵۰ درصد در آبادان، به‌طور محسوسی غیرقابل تحمل است.

### بارندگی
آبادان از مناطق کم‌بارش کشور است که عمدهٔ همین بارندگی هم به رگبارهای زودگذر باران اختصاص دارد. بعضی مواقع این باران توأم با تگرگ است. میزان بارندگی آبادان در طول ده سال آمارگیری حدفاصل سال‌های ۱۳۴۳ تا۱۳۵۳ بین ۶/۵۴ تا ۷/۳۵۳ میلی‌متر در نوسان بوده‌است. متوسط بارندگی سالانه ۳/۱۴۶ میلی‌متر گزارش شده‌است. گزارش دیگر این میزان بارندگی را در سال‌های ۱۳۵۵ تا ۱۳۵۷ به‌طور متوسط بین ۲۰۰ تا۲۵۰ میلی‌متر نشان داده‌است.
باران‌های موسمی و گاه بسیار شدید، از آذر تا اردیبهشت برخی مواقع موجب جاری‌شدن سیل در سطح خیابان‌ها می‌شود. اهمیت این بارندگی‌ها در کشاورزی منطقه حیاتی است. اوج بارندگی آبادان در ماه‌های آبان، آذر و دی است در ماه‌های بهمن، اسفند و فروردین باران نسبتاً مناسبی می‌آید اما شدید نیست و صرفاً در تغییرات جوی مؤثر است. معمولاً در آبادان در ماه‌های خرداد، تیر و مرداد بارندگی وجود ندارد در اردیبهشت و شهریور برخی از سال‌ها بارندگی بسیار خفیف گزارش شده‌است.

### خاک
خاک آبادان به‌دلیل آبرفت رودهای کارون و دجله (که به هم پیوسته‌اند) به وجود آمده‌است. شهر آبادان به جزیره‌ای می‌ماند که گرداگردش رود است. این خشکی به جزیرهٔ آبادان شناخته شده‌است. شهر آبادان و همچنین بخش اروندکنار و نیمی از شهر خرمشهر در این جزیره‌اند. رودهای گرداگرد آبادان که همگی به خلیج فارس می‌ریزند از دو رود بزرگ‌تر پیشیاد دجله و کارون است. بزرگ‌ترین شاخه‌ای که از برخورد این دو رود پدید آمده‌است اروندرود است. بخش دیگر این رود که در آن‌سوی این جزیره روان است و اهمیت کمتری دارد بهمن‌شیر خوانده می‌شود. رود بهمنشیر در بخش‌هایی از گذرگاهش کارون هم خوانده می‌شود.
نوع خاک آب رسوبی ریز بافت و برای کشاورزی بسیار مناسب می‌باشد البته این خاک در زمان‌های دور بسیار شور و غیرقابل کشت بوده‌است ولی عبور از دو رودخانهٔ پرآب و رسوب‌گذاری مدام آن‌ها در طی قرون بسیار، باعث تغییر بافت خاک گردیده‌است و امروز به برکت وجود این دو رودخانه آبادان مستعد کشت بسیاری از انواع نباتات است یکی از این دو رودخانه بهمنشیر نام دارد که در زمان باستان آن را بهرام اردشیر می‌نامیدند و رودخانهٔ دیگر اروند است که ریشه در تاریخ باستان ما دارد. اروندرود از به هم پیوستن دجله و فرات تشکیل می‌شود.

## اقتصاد

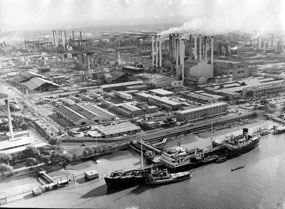
پالایشگاه آبادان

اقتصاد در آبادان عمدتاً برپایهٔ شرکت نفت است؛ که درسال۱۲۹۱ خورشیدی جهت تصفیهٔ نفت مسجدسلیمان احداث شد. درآغاز ملی شدن صنعت نفت حدود ۶۰۰هزار بشکه در روز توان تولیدی پالایشگاه بوده که امروز پس از حوادث جنگ هشت ساله ظرفیت تولید آن به ۴۰۰ هزار بشکه در روز کاهش یافته‌است. آبادان همچنین یک پتروشیمی به‌نام پتروشیمی آبادان دارد که در جوار پالایشگاه آبادان احداث شده‌است. در سال ۱۳۸۷ خورشیدی افزون بر ۱۴۷ فروند لنج و بیش از ۵۸۰ قایق موتوری صیادی در منطقهٔ آبادان به امر صید و صیادی فعالیت داشتند. همچنین از تاریخ چهارم خرداد سال ۱۳۸۳ منطقهٔ آزاد تجاری اعلام شد که باعث ورود سرمایه‌گذاران خارجی و داخلی درون شهر شد. بندر آبادان واقع در ساحل رودخانهٔ اروند به‌طورکلی توان جابه‌جایی بیست‌هزار تن کالا را دارد که باتوجه‌به رونق منطقهٔ آزاد تجاری اروند بر اهمیت آن بیش از پیش افزوده شده‌است. همچنین آبادان بزرگ‌ترین تولیدکنندهٔ خرما در سطح استان خوزستان است دارای زمین‌هایی به وسعت ۱۲۴۵۱ هکتار تنها مربوط به نخیلات است و بیش از دو میلیون اصله نخل دربردارد توسط انهار منشعب از رودخانهٔ اروند و بهمنشیر آبیاری سنتی صورت می‌گیرد. با توجه‌ به شوری آب رودخانهٔ اروندرود طرح آبیاری و زهکشی مکانیزه نیز که یکی از طرح‌های مهم ملی است در شهرستان درحال اجرا است، که به‌وسیلهٔ آن آب مناسب از رودخانهٔ بهمنشیر برای نخیلات حاشیهٔ اروندرود پمپاژ می‌شود.

### پالایشگاه آبادان
پس از کشف نفت در شهر مسجد سلیمان لزوم ایجاد یک پالایشگاه نفت برای تصفیهٔ نفت به نظر می‌رسید. به همین دلیل این پالایشگاه در سال ۱۲۹۱ توسط انگلیسی‌ها ساخته شد. این پالایشگاه در ابتدا روزانه ۲۵۰۰ بشکه در روز نفت تصفیه می‌کرد.
ظرفیت پالایشگاه آبادان در سال ۱۳۳۰ به ۵۰۰۰ بشکه در روز رسید که پس از سرمایه‌گذاری شرکت‌های خارجی به ۶۰۰هزار بشکه در روز رسید که می‌توان از آن به‌عنوان برزگ‌ترین پالایشگاه جهان یاد کرد.

### پتروشیمی آبادان
در سال ۱۳۴۲ انستیتو نفت فرانسه از طریق سازمان برنامه و بودجه مأمور شد تا مکان‌یابی ایجاد صنایع پتروشیمی در ایران را بررسی کند؛ و با توجه به نزدیکی آبادان به میدان‌ها نفتی و همچنین وجود خط لوله‌های نفت از قبل احداث‌شده برای پالایشگاه آبادان و دسترسی به منابع آب شیرین دائمی به‌دلیل مجاورت آبادان با رودخانهٔ اروند رود این مطالعات منجر انتخاب شهر آبادان و به تأسیس شرکت سهامی پتروشیمی آبادان با مشارکت ۷۴٪ سهم شرکت ملی پتروشیمی و ۲۶٪ سهم شرکت ب اف گودریج آمریکا شد؛ و در سال ۱۳۴۶ به‌دلیل اینکه در داخل کشور هیچ‌گونه تجربهٔ ساخت مجمتع‌های پتروشیمی وجود نداشت عملیات ساختمانی مجتمع توسط شرکت لاماس آمریکا آغاز و تنها دو سال بعد در سال ۱۳۴۸ رسماً به بهره‌برداری رسید.

### راه‌آهن
هم‌زمان با آغاز ساخت یکی از بزرگ‌ترین کارخانه‌های فولاد در شهر بافت عملیات مطالعاتی ساخت راه‌آهن سیرجان بافت کرمان آغاز شده و همچنین با وصل راه‌آهن سیرجان به مسیر نیریز استهبان شیراز کازرون برازجان بندر گناوه بندر دیلم هندیجان بندر ماهشر شادگان آبادان که در یک راستا قرار گرفته و بیشتر شهرهای یاد شده صنایع مربوط به فولاد در آن‌ها وجود دارد و همچنین نبود خطی که جنوب شرق را به‌وسیلهٔ خطوط راه‌آهن به جنوب غرب وصل کند توجیه می‌کند.

## آبادان و انقلاب اسلامی
یکی از مهم‌ترین حوادث سال ۱۳۵۷ که باعث خشمگین کردن مردم و سرعت‌بخشیدن به انقلاب ۵۷ شد، به آتش کشیدن سینما رکس آبادان بود. علت خشمگینی مردم، نسبت‌دادن این فاجعه به عوامل حکومت پهلوی بود؛ که البته عده‌ای کثیر نیز بر این باورند که انقلابیون بنیادگرا و افراطی اسلامی با هدف ضربه‌زدن به حکومت پادشاهی به‌ویژه ازلحاظ اقتصادی و به تعطیلی کشاندن پالایشگاه آبادان و تهییج مردم آبادان که تا آن زمان نقش چندانی در جریان راه‌اندازی انقلاب نداشتند، اقدام به آتش‌زدن سینما کردند. در حدود ساعت ۲۱:۴۵ شب بیست و هشتم مرداد، ۵۳۷ نفر از کسانی که به تماشای فیلم گوزن‌ها در آخرین سانس به سینما رفته بودند در آتش سوختند. تعداد کشته‌شدگان بعداً به بیش از ۴۰۰ نفر افزایش یافت.

## آبادان و جنگ ایران و عراق

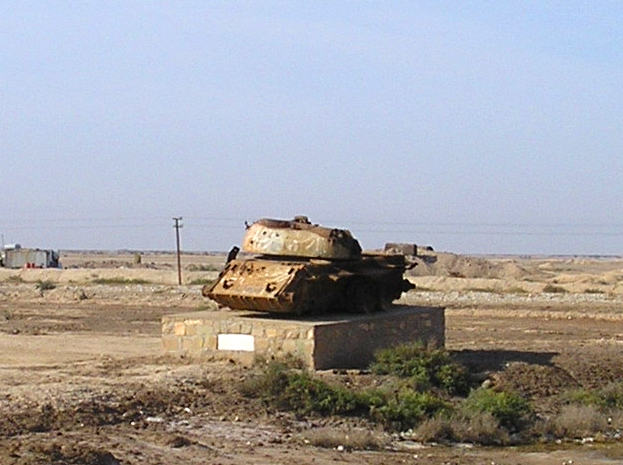
یک تانک منفجر شده در آبادان به عنوان سمبل جنگ ایران و عراق

آبادان در زمان جنگ، آماج تهاجم‌های هوایی و زمینی ارتش عراق قرار گرفت و خسارات جانی و مالی فراوانی به آن وارد شد. این جنگ، پالایشگاه، تأسیسات نفتی، بندرگاه‌ها، فرودگاه و دیگر مراکز صنعتی و اقتصادی، شبکه آب‌رسانی، تأسیسات برق و نیز به ساختمان‌ها، آسیب فراوانی رساند و موجب کاهش جمعیت شهر شد. تولید نفت پایین آمد و فعالیت‌های اقتصادی راکد شدند. بر اثر فروریختن انواع مواد آتش‌زا و مخرب و نیز به‌دلیل بی‌آبی، بخش مهمی از فضای سبز از بین رفت و این اتفاق، برای شهری مثل آبادان که آب‌وهوایی گرم دارد، بسیار زیان‌بار بود. افزون بر این، استفادهٔ عراق از سلاح‌های شیمیایی، فضای شهر را دچار آلودگی‌هایی کرد که در راندن مردم از شهر، تأثیر بسزایی داشت.
آبادان پس از عملیات ثامن‌الائمه و در سال ۱۳۶۰ از محاصره آزاد شد.

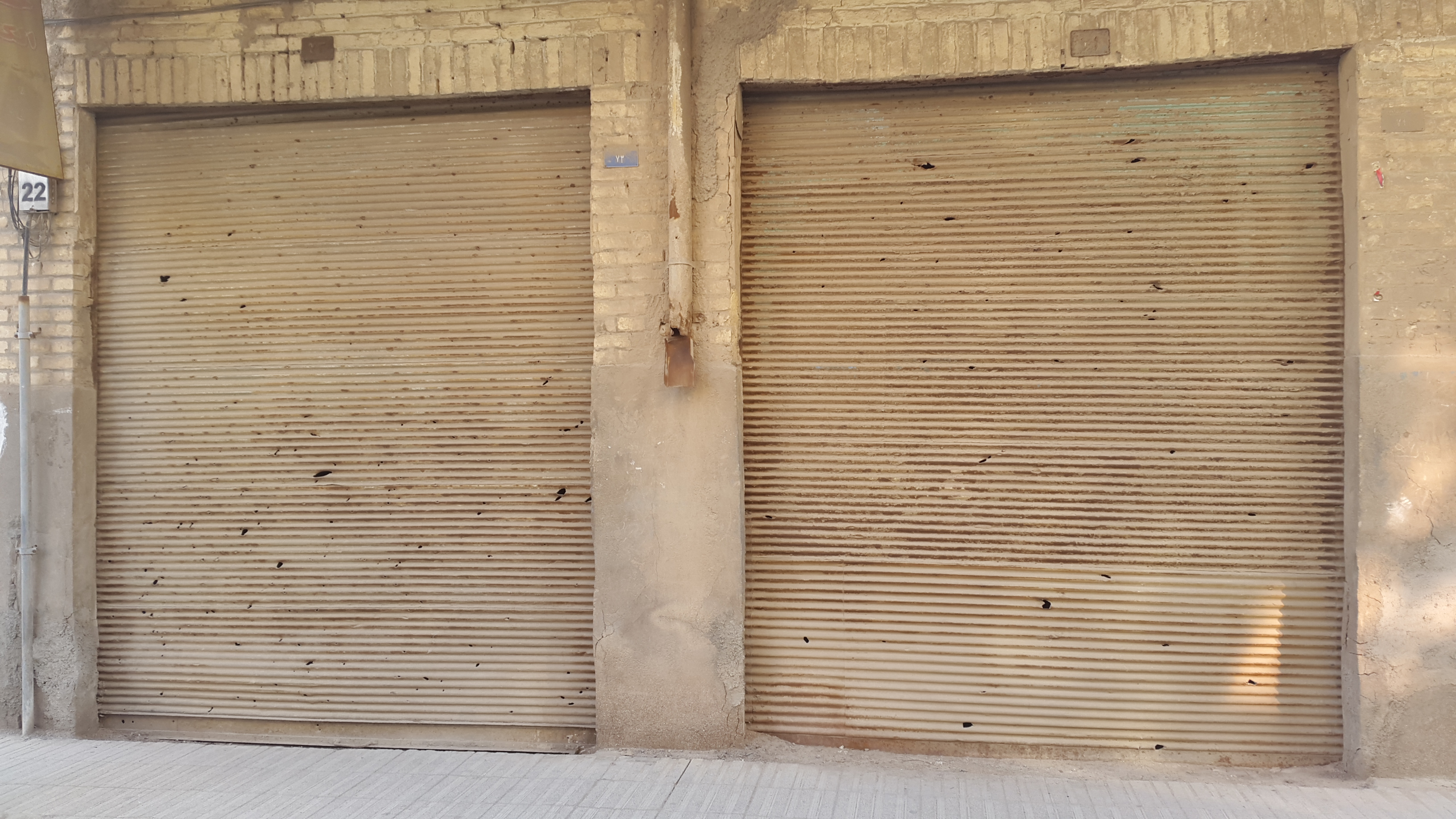
آثار ترکش خمپاره بر روی کرکره یک مغازه

### عملیات ثامن‌الائمه
طرح عملیات ثامن الائمه در ۱۵ شهریور ۱۳۶۰، تکمیل و سرانجام در ساعت ۱ بامداد روز پنجم مهر ۱۳۶۰ نیروهای ایران با رعایت اصل غافل‌گیری کامل و پس از گسترش روی خط، به‌طور ناگهانی بر مواضع مقدم دشمن هجوم بردند و خاکریزهای اولیهٔ دشمن را بدون زدوخورد اشغال کردند.
با سپری‌شدن تاریکی، نیروهای هوایی طرفین وارد کارزار شدند و هلیکوپترها نیز به پرواز درآمدند و پشتیبانی آتش‌های توپخانهٔ هر دو طرف با شدت هر چه تمامتر به مرحله اجرا درآمد، و دشمن نیروهای احتیاط خود را در منطقه شمال محور ماهشهر-آبادان وارد عمل نمود.
رزمندگان ایران با وجود گرمای شدید، مقاومت سرسختانهٔ دشمن را در هم شکستند و بعد از ۴۲ ساعت تلاش مداوم لشکر ۷۷ خراسان، سپاه و نیروهای مردمی، عملیات با موفقیت کامل به پایان رسید و نیروهای دشمن در منطقهٔ عملیاتی خسارات سنگینی را متحمل شدند و آبادان از محاصره آنان خارج شد.

## ورزش

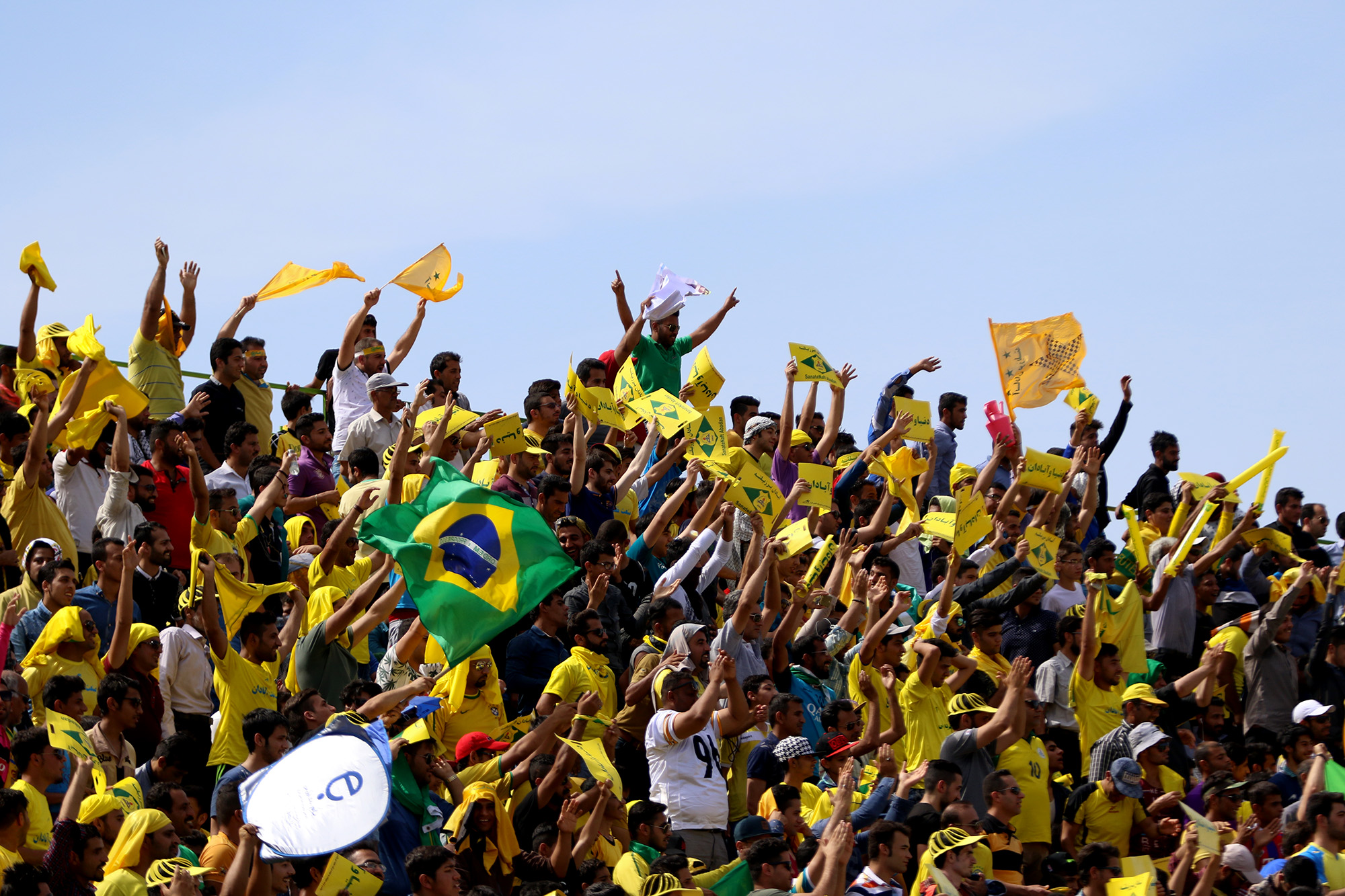
هواداران تیم صنعت نفت آبادان

### فوتبال در آبادان
باشگاه فوتبال صنعت نفت آبادان یکی از باشگاه‌های فوتبال ایران است که سابقهٔ حضور در لیگ برتر فوتبال ایران را دارد اما هم‌اکنون در لیگ آزادگان به رقابت با دیگر تیم‌ها می‌پردازد.
ورزشگاه تختی آبادان زمین رسمی این باشگاه است. وزارت نفت و امور ورزش پالایشگاه آبادان به‌طور مشترک هزینهٔ باشگاه صنعت نفت آبادان را تأمین می‌کنند. آبادان به‌سبب شور و جذابیت مردمش و البته شیوهٔ بازی کردن و تشابه دست لباس این تیم با تیم ملی فوتبال برزیل، آن را به عنوان «برزیل ایران» می‌شناسند و حتی امروزه ازجمله شعارهایی که هواداران این تیم برای تشویق بازیکان سر می‌دهند، می‌توان به: «آبادان برزیلته» و «نه قرمز نه آبی فقط زرد طلایی» اشاره کرد.

### بسکتبال در آبادان
تیم بسکتبال آبادان درحال حاضر یکی از تیم‌های موفق کشور است که سالهاست در لیگ برتر بسکتبال ایران حضور دارد.

## اماکن تفریحی، تاریخی و زیارتی
آبادان یکی از قدیمی‌ترین شهرهای ایران بوده که از زیبایی‌های طبیعی، تاریخی، گردشگری، تجاری و معنوی خاصی برخوردار است. همان‌طور که گفته شد بهترین زمان جهت عزیمت و تفریح در آبادان روزهای پایانی اسفندماه و ابتدای فروردین می‌باشد.

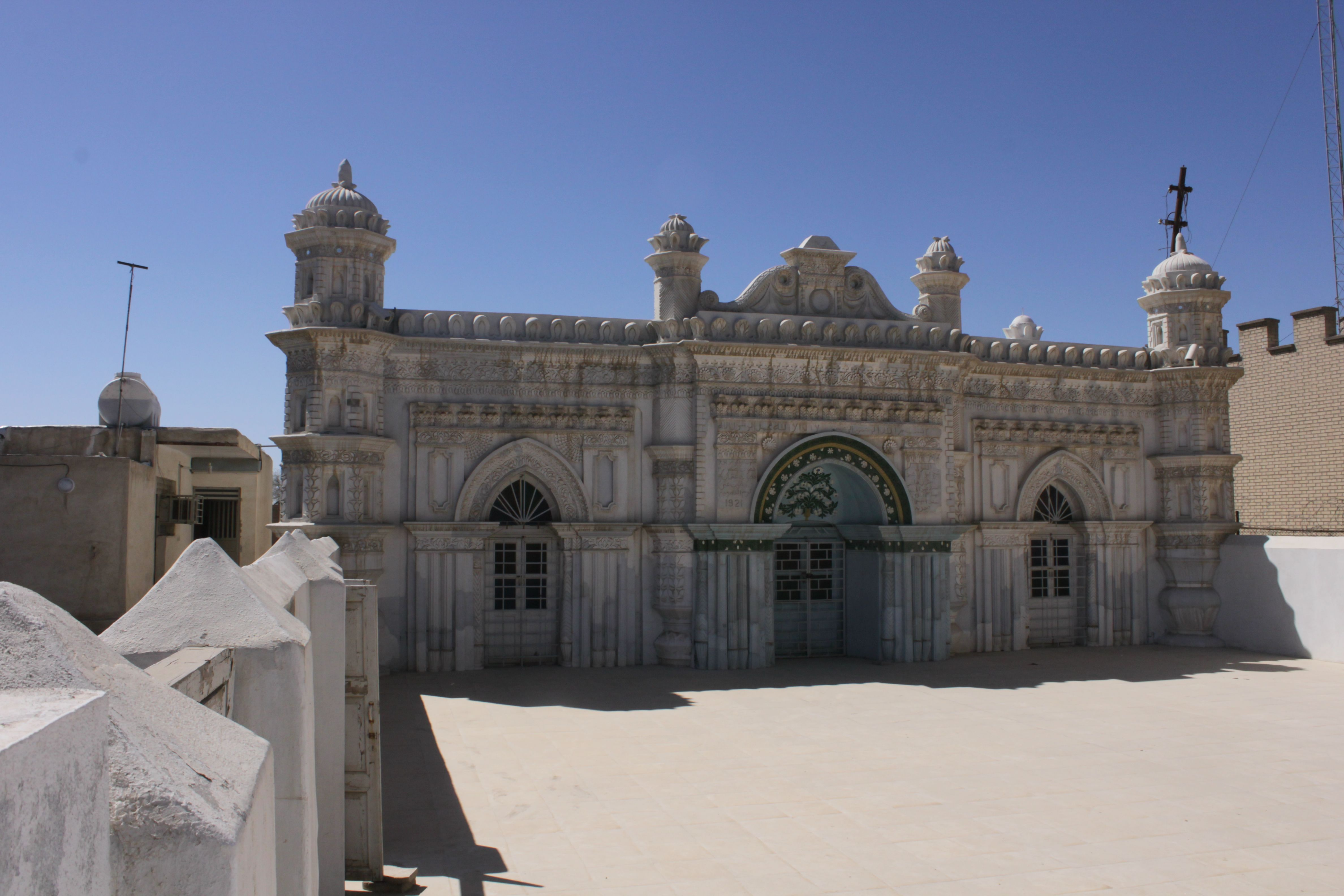
مسجد رنگونی‌های آبادان

از مکان‌های دیدنی و طبیعی آبادان می‌توان از:
ساحل بسیار زیبای رودخانه‌های اروند و بهمنشیر که با شناختی هر چند اولیه می‌توان از مکان‌های بی‌بدیل آن جهت ماهیگیری و تفریح استفاده کرد.
از مکان‌های تاریخی شهر آبادان می‌توان از کلیسای آبادان، سینما نفت، مناطق بوارده و بریم و پالایشگاه نفت آبادان (پالایشگاه نفت آبادان یکی از قدیمی‌ترین پالایشگاه‌های نفت جهان است)، دانشکدهٔ نفت آبادان نام برد که هر کدام تاریخی گفتنی دارند. با توجه به تصویب منطقهٔ آزاد تجاری اروند مطمئناً یکی از جاذبه‌های آبادان برای بازدیدکنندگان، جاذبه‌های تجاری خواهد بود.
زیارتگاه خضر نبی و سید عباس همچنین قدمگاه امام رضا از مکان‌های زیارتی مهم آبادان هستند.

### سینما شیرین
سینما شیرین آبادان که با قدمتی هشتادساله یکی از چندین سینماهای آبادان در قبل از انقلاب است. در سال ۱۳۱۰ در دورهٔ پهلوی اول با ظرفیت بیش از ۷۰۰ نفر توسط بخش خصوصی و یک تاجر هندی ساخته شد. سینما شیرین تنها سینمای غیردولتی در آن زمان بود. این سینما در مرکز تجاری شهر آبادان در منطقهٔ امیری خیابان شهید منتظری (شاپور سابق) قرار دارد. پس از جنگ جهانی دوم، با افزودن دو طبقهٔ دیگر به ساختمان، این سینما به بزرگ‌ترین سینمای ایران تبدیل شد. سینما شیرین آبادان در تاریخ ۱۷ خرداد سال ۱۳۸۵ به شمارهٔ ۱۵۶۲۶ در فهرست آثار ملی ایران به ثبت رسید.

### مسجد رنگونی‌ها
با توجه به روایات مختلف، این مکان در ابتدا عبادتگاه سیک‌ها بوده و بعدازآن به‌کلی تخریب و بر روی آن مسجد رنگونی‌ها ساخته شده‌است. مسجد رنگونی‌ها هنگام ساختن پالایشگاه و توسط کارگران خارجی که اکثراً از مسلمانان اهل رانگون (پایتخت برمه) بوده‌اند، ساخته شده‌است.

### کلیسای گاراپت مقدس
ابن کلیسا در سال ۱۳۳۶ در دوران پهلوی بنا شد و اصلی‌ترین مکان اجتماعات ارمنی‌ها محسوب می‌شود. کلیسای گاراپت در دوران جنگ تحمیلی آسیب دید؛ اما بعد از اتمام جنگ در سال ۱۳۷۵ بازسازی شد.

### میدان فرهنگ (الفی)
میدان فرهنگ از دیرباز محل تجمع فرهنگیان شهر بوده‌است.

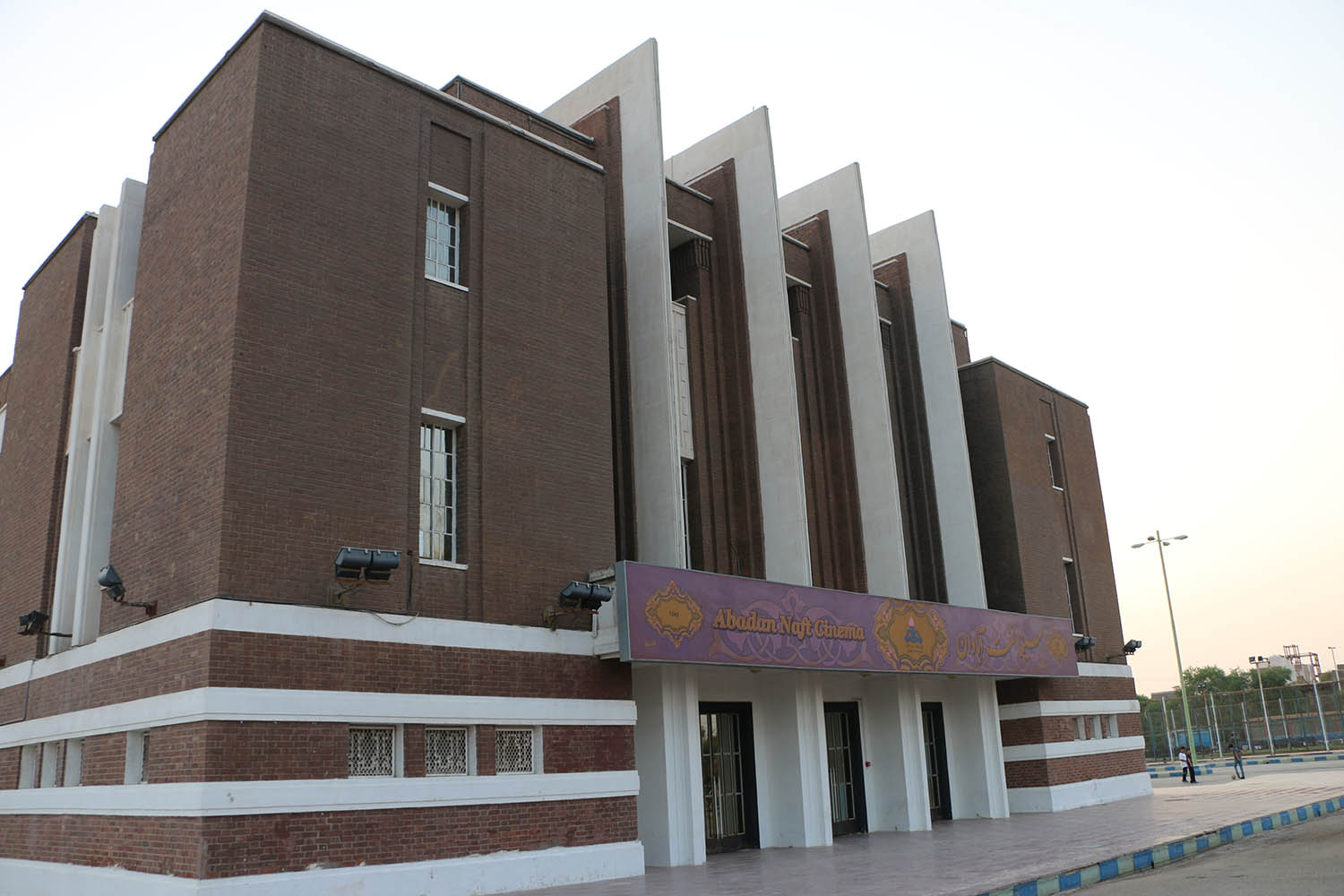
سینما نفت آبادان

### سینما نفت (سینما تاج سابق)
ازجمله بناهای فرهنگی تاریخی آبادان است که خاطرات زیادی در اذهان مردم این شهر به جا گذاشته، طراحی کلی این ساختمان تداعی‌کنندهٔ هیبت یک شیر نشسته‌است که از قدیم این بنا را به نگهبان شهر آبادان معروف کرده‌است. پس از جنگ هشت ساله نام سینما تاج به سینما نفت تغییر یافت. سینما نفت نام یکی دیگر از سینماهای متعلق به شرکت نفت بوده که پس از جنگ به‌دلیل تحمل خسارات سنگین استفاده از آن کنار گذاشته شد.

### موزهٔ هنرهای معاصر
موزهٔ هنرهای معاصر آبادان در قسمت شمال شهر واقع در پارک ایثارگران قرار دارد.

### موزهٔ اسناد تاریخی و خطی
موزهٔ اسناد تاریخی و خطی آبادان در محل مسجد رنگونی‌ها قرار دارد.

### موزهٔ آبادان
موزهٔ آبادان در سال ۱۳۲۸ با الهام از معماری سنتی ایران شناخته شده‌است و دارای گنبدی به ارتفاع ۵٫۲۲ متر است که متأثر از گنبد دانیال نبی در شوش است.

## شهرهای خواهرخوانده
- کارامای، چین (تیر ۱۳۹۱)[۴۳]
- بروجرد، ایران (بهار ۱۳۹۰)[۴۴]
- سانتوس، برزیل پیشنهاد از جانب سفیر برزیل در سفر به آبادان[۴۵]